# Shanghai Shenhua FC 2012
Säsongen 2012 är Shanghai Shenhuas nionde säsong i Chinese Super League och deras 31:a säsong i följd i den högsta divisionen i Kina. De tävlar också i FA-cupen 2012.

## Övergångar

### In
| Nr | Land                    | Pos | Namn                                                 |
| -- | ----------------------- | --- | ---------------------------------------------------- |
| 39 | Frankrike               | A   | Nicolas Anelka (från Chelsea)                        |
| 29 | Australien              | A   | Joel Griffiths (från Beijing Guoan)                  |
| 24 | Kina                    | MF  | Wang Yang (tillbaka från lånet på FK Sūduva)         |
| 32 | Kina                    | MF  | Gu Bin (tillbaka från lånet på FK Sūduva)            |
| -  | Kina                    | A   | Dong Xuesheng (tillbaka från lånet på Shenzen Ruby)  |
| 3  | Brasilien               | F   | Moisés (från Al Rayyan)                              |
| 25 | Bosnien och Hercegovina | MF  | Mario Božić (från Borac Čačak)                       |
| 9  | Frankrike               | A   | Mathieu Manset (utlånad från Reading)                |
| -  | Kina                    | MV  | Zhang Chen (tillbaka från lånet på Shenyang Dongjin) |
| 19 | Kina                    | F   | Zheng Kaimu (från Chongqing FC)                      |

### Ut
| Nr | Land      | Pos | Namn                                                         |
| -- | --------- | --- | ------------------------------------------------------------ |
| 1  | Kina      | MV  | Dong Lei (till Beijing Baxy)                                 |
| 3  | Kina      | F   | Xin Feng (till Wuhall Zall)                                  |
| 9  | Argentina | A   | Luis Salmerón (tillbaka från lånet till Talleres de Córdoba) |
| 14 | Colombia  | F   | Juan Camilo Angulo (fri transfer)                            |
| 16 | Kina      | A   | Wen Huyi (till Shenyang Shenbei)                             |
| 19 | Kina      | A   | Dong Xuesheng (till Dalian Aerbin)                           |
| 21 | Argentina | MF  | Facundo Pérez Castro (fri transfer)                          |
| 22 | Kina      | MV  | Zhang Chen (till Chengdu Blades)                             |
| 38 | Colombia  | A   | Eisner Iván Loboa (tillbaka från lånet till Deportivo Pasto) |

## Försäsongs- och vänskapsmatcher
| 8 januari 2012 | Shanghai Shenhua               | 2–2 | Beijing Baxy                 | Kunming                     |  |  |
| 14:30          | Kun 30′ Chuchuan andra halvlek |     | första halvlek andra halvlek | Arena: Hongta Training Base |  |  |
|                |                                |     |                              |                             |  |  |

| 14 januari 2012 | Shanghai Shenhua | 2–2 | Changchun Yatai   | Kunming                     |  |  |
| 16:00           | Lin Lingjiang    |     | Nei Pengxiang 70′ | Arena: Hongta Training Base |  |  |
|                 |                  |     |                   |                             |  |  |

| 18 januari 2012 | Shanghai Shenhua                         | 2–2 | Liaoning Whowin                                 | Kunming                     |  |  |
| 14:30           | Yunding första halvlek Lin andra halvlek |     | Hanchao första halvlek Damjanović andra halvlek | Arena: Hongta Training Base |  |  |
|                 |                                          |     |                                                 |                             |  |  |

| 3 februari 2012 | Shanghai Shenhua | 0–3 | Slovan Bratislava                   | Valencia                          |  |  |
| 16:00           |                  |     | Čermák 35′ Smetana 40′ Mészáros 79′ | Arena: Parador Stadium Publik: 50 |  |  |
|                 |                  |     |                                     |                                   |  |  |

| 9 februari 2012 | Villarreal                                        | 6–0 | Shanghai Shenhua | Valencia           |  |  |
| 11:00           | Oriol 3′ 25′ Mubarak 11′ Ruben 56′ Gracia 86′ 88′ |     |                  | Arena: Mini Estadi |  |  |
|                 |                                                   |     |                  |                    |  |  |

| 13 februari 2012 | Huracán                | 2–0 | Shanghai Shenhua | Valencia                            |  |  |
| 16:00            | Willian 11′ Cuesta 87′ |     |                  | Arena: Las instalaciones de Crack's |  |  |
|                  |                        |     |                  |                                     |  |  |

| 21 februari 2012 | Shanghai Shenhua               | 3–1 | Hunan Xiangtao | Shanghai                      |  |  |
| 14:30            | Anelka 1′ Yunding 2′ Kaimu 77′ |     | Lichun 70′     | Arena: Kangqiao Training Base |  |  |
|                  |                                |     |                |                               |  |  |

## Chinese Super League
| 1 10 mars 2012 | Shanghai Shenhua | 1–1 | Jiangsu Sainty | Shanghai                                                            |  |  |
| 12:35          | Griffiths 57′    |     | Jevtić 11′     | Arena: Hongkou Football Stadium Publik: 17 227 Domare: Dae-Woo Choi |  |  |
|                |                  |     |                |                                                                     |  |  |

| 2 16 mars 2012 | Beijing Guoan                   | 3–2 | Shanghai Shenhua     | Peking                                                    |  |  |
| 12:30          | Cheng 44′ Manú 53′ Jianqing 82′ |     | Griffiths Anelka 66′ | Arena: Workers Stadium Publik: 51 795 Domare: Guo Baolong |  |  |
|                |                                 |     |                      |                                                           |  |  |

| 3 24 mars 2012 | Shanghai Shenhua | 1–0 | Guangzhou R&F | Shanghai                                                       |  |  |
| 12:45          | Yunding 84′      |     |               | Arena: Hongkou Football Stadium Publik: 16 653 Domare: Ma Ning |  |  |
|                |                  |     |               |                                                                |  |  |

| 4 30 mars 2012 | Shanghai Shenhua | 0–1 | Guangzhou Evergrande | Shanghai                                                          |  |  |
| 13:45          |                  |     | Junyang 31′          | Arena: Hongkou Football Stadium Publik: 21 356 Domare: Baojie Sun |  |  |
|                |                  |     |                      |                                                                   |  |  |

| 5 7 april 2012 | Hangzhou Greentown | 1–1 | Shanghai Shenhua | Hangzhou                                                              |  |  |
| 13:35          | Renatinho 12′      |     | Anelka 10′       | Arena: Yellow Dragon Sports Center Publik: 20 073 Domare: Dong-In Kim |  |  |
|                |                    |     |                  |                                                                       |  |  |

| 6 13 april 2012 | Shanghai Shenhua | 0–1 | Tianjin Teda | Shanghai                                                       |  |  |
| 13:45           |                  |     | Ars 39′      | Arena: Hongkou Football Stadium Publik: 11 215 Domare: Hai Tan |  |  |
|                 |                  |     |              |                                                                |  |  |

| 7 21 april 2012 | Dalian Shide | 0–1 | Shanghai Shenhua | Dalian                                                      |  |  |
| 10:00           |              |     | Renliang 80′     | Arena: Jinzhou Stadium Publik: 5 219 Domare: Ryan Shepheard |  |  |
|                 |              |     |                  |                                                             |  |  |

| 8 28 april 2012 | Shanghai Shenhua | 0–0 | Shandong Luneng | Shanghai                        |  |  |
| 13:45           |                  |     |                 | Arena: Hongkou Football Stadium |  |  |
|                 |                  |     |                 |                                 |  |  |

| 9 6 maj 2012 | Liaoning Whowin | 1–1 | Shanghai Shenhua | Shenyang                   |  |  |
| 10:00        | Xu 90+1′        |     | Tianyi 68′       | Arena: Tiexi Sports Center |  |  |
|              |                 |     |                  |                            |  |  |

| 10 12 maj 2012 | Shanghai Shenhua | 0–0 | Shanghai Shenxin | Shanghai                        |  |  |
| 13:45          |                  |     |                  | Arena: Hongkou Football Stadium |  |  |
|                |                  |     |                  |                                 |  |  |

| 11 19 maj 2012 | Henan Jianye | 1–0 | Shanghai Shenhua | Zhengzhou              |  |  |
| 13:30          | Katongo 56′  |     |                  | Arena: Hanghai Stadium |  |  |
|                |              |     |                  |                        |  |  |

### Målskyttar
Korrekt per den 21 maj 2012
| Namn           | Mål |
| -------------- | --- |
| Joel Griffiths | 2   |
| Nicolas Anelka | 2   |
| Feng Renliang  | 1   |
| Qiu Tianyi     | 1   |
| Cao Yunding    | 1   |

### Assists
Korrekt per den 21 maj 2012
| Namn           | Assists |
| -------------- | ------- |
| Joel Griffiths | 2       |
| Moisés         | 1       |
| Jiang Kun      | 1       |
| Mario Božić    | 1       |

### Gula/Röda kort
Korrekt per den 21 maj 2012
| Namn           | Gula kort | Röda kort |
| -------------- | --------- | --------- |
| Song Boxuan    | 3         | 1         |
| Jiang Kun      | 0         | 1         |
| Mario Božić    | 5         | 0         |
| Nicolas Anelka | 4         | 0         |
| Yu Tao         | 3         | 0         |
| Wang Fei       | 2         | 0         |
| Wu Xi          | 2         | 0         |
| Joel Griffiths | 2         | 0         |
| Moisés         | 2         | 0         |
| Dai Lin        | 2         | 0         |
| Wang Dalei     | 1         | 0         |
| Zheng Kaimu    | 1         | 0         |
| Qiu Tianyi     | 1         | 0         |
| Cao Yunding    | 1         | 0         |
| Fan Lingjiang  | 1         | 0         |